# Zorzines malayanus
Zorzines malayanus là một loài bướm đêm trong họ Noctuidae.